# ボルツォナスカ
ボルツォナスカ(イタリア語: Borzonasca)は、イタリア共和国リグーリア州ジェノヴァ県にある、人口約1,900人の基礎自治体（コムーネ）。

## 地理

### 位置・広がり

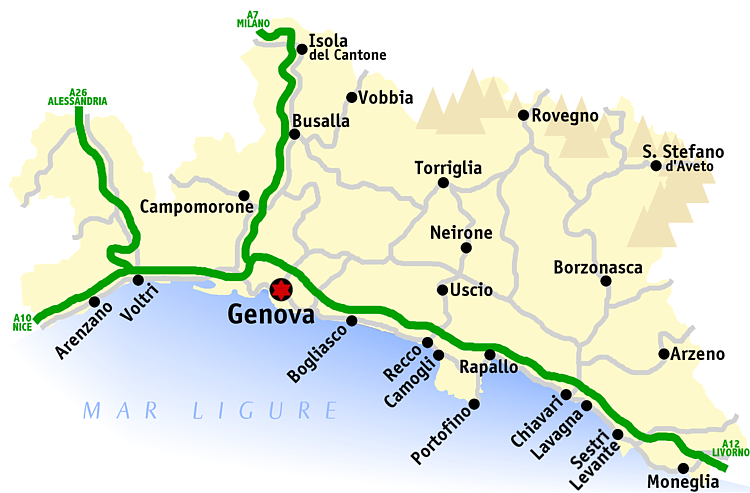
ジェノヴァ県概略図

#### 隣接コムーネ
隣接するコムーネは以下の通り。括弧内のPRはパルマ県、SPはラ・スペツィア県所属を示す。
- メッツァーネゴ
- ネー
- レッツォアーリオ
- サン・コロンバーノ・チェルテーノリ
- サント・ステーファノ・ダーヴェト
- トルノロ (PR)
- ヴァレーゼ・リーグレ (SP)

### 地震分類
イタリアの地震リスク階級 (it) では、3 に分類される
。

## 行政

### 分離集落
ボルツォナスカには以下の分離集落（フラツィオーネ）がある。
- Acero, Brizzolara, Belpiano, Borzone, Caregli, Levaggi, Montemoggio, Sopralacroce, Temossi